# Mina Muiane
La mina Muiane es una mina a cielo abierto principalmente dedicada a la extracción de pegmatita que se encuentra en el municipio de Muiane, situado en el distrito de Gilé de la provincia de Zambezia, Mozambique.

## Geología
La zona estratigráfica del yacimiento se encuentra en la subdivisión tectónica del cinturón de Mozambique, en la región de Alto Ligonha; y la pegmatita que se encuentra es del tipo Li-Cs-Ta (LCT). Se encuentran también yacimientos de tantalita, caolinita y otras tierras raras, así como de esmeraldas. Se ha indicado también la presencia de ezcurrita dentro de inclusiones fluidas microscópicas en el berilo de la variedad morganita de la pegmatita.
El geólogo finés Thure Georg Sahama en los análisis que realizó en la zona entre 1961 y 1974 mencionó hallazgos de columbita, tantalita, estibiotantalita, Mn-tantalita, bismutita, samarskita, euxenita, rutilo, topacio, polucita, espodumena y cookeita.

## Historia
La región de Alto Ligonha, en el distrito de Gilé, es una zona especialmente pobre, con pocas carreteras practicables, y sin acceso a agua corriente. Pese a esto fue una zona de explotaciones mineras de pegmatita cristalizada fina especialmente activa durante la década de 1930 a 1970, y aunque la producción disminuyó debido a la guerra civil mozambiqueña en las décadas de 1980 y 1990, desde el fin del conflicto se han reanudado las extracciones.
En las últimas décadas ha habido varios episodios de disturbios y huelgas por parte de los trabajadores de las minas de Muiane. En 2007 y 2008 los mineros realizaron varias huelgas para protestar por el impago de los salarios por parte de la empresa estatal que gestionaba las minas después de la guerra civil, y también por parte de la compañía TAN Mining and Exploration of South Africa que compró los derechos de explotación en 2009, compañía subsidiaria de la empresa minera canadiense Pacific Wildcat Resources Corp.
En noviembre de 2015 la empresa TAN Mining abandonó la mina debido a los daños causados por los disturbios causados por la muerte de un minero a manos de la policía local. Desde que la compañía abandonó las instalaciones los mineros locales han seguido explotando el yacimiento, aunque sin sistemas de seguridad, por lo que se producen numerosas muertes a causa de accidentes. La actual compañía propietaria de la mina es Novak Holdings.